# Sergey Abramov (Schiff)
Die Sergey Abramov (russisch Сергей Абрамов) (dt. Sergei Abramow) war ein Flusskreuzfahrtschiff, das im Jahre 1960 in der Tschechoslowakei in der Werft Narodny Podnik Škoda in Komárno (heute Slovenské Lodenice Komárno) als Drushba mit der Baunummer 440,  für die Wolga-Reederei (Волжское объединённое речное пароходство) in Gorki gebaut wurde.

## Geschichte des Schiffes
Das Flusskreuzfahrtschiff mit drei Passagierdecks gehört zur Oktyabrskaya-Revolyutsiya-Klasse, einer von 1957 bis 1962 hergestellten Baureihe von 14 Schiffen. Die Werft Narodny Podnik Škoda in Komárno war damals Bestandteil des Škoda-Konzerns. Das Schiff wurde nach dem sowjetischen Schriftsteller Sergei Abramow benannt. Sie wurde von der OOO "Tsezarj Travel"  auf der Wolga und Moskwa betrieben. Die Sergei Abramov verfügt über einen dieselelektrischen Antrieb mit drei Hauptmotoren. Schon 1966 wurde das Schiff umbenannt und bekam seinen neuen Namen Kapitan Rachkov. Unter diesem Namen wurde das Schiff erfolgreich auf der Wolga bis 2004 betrieben. 2004 wieder umbenannt und als die Sergey Abramov von  OOO "Tsezarj Travel"  auf der Wolga, Kama und Moskwa, von Samara aus, betrieben. Im November 2011 legte das Schiff am Kai im Nordhafen von Moskau an und nach dem Anschluss von Strom- und Wasserleitungen sollte es als Hotel und Restaurant betrieben werden. Aus unbekannten Gründen brach in der Nacht vom 13. November 2011 zum 14. November 2011 um 4.14 Uhr Ortszeit ein Brand aus und nach 15 Stunden sank die Sergey Abramov. Mehrere Personen wurden verletzt, darunter der 33-jährige Mechaniker Aleksei Schatin. Ende November 2011 wurde von den Tauchern ein Todesopfer geborgen.

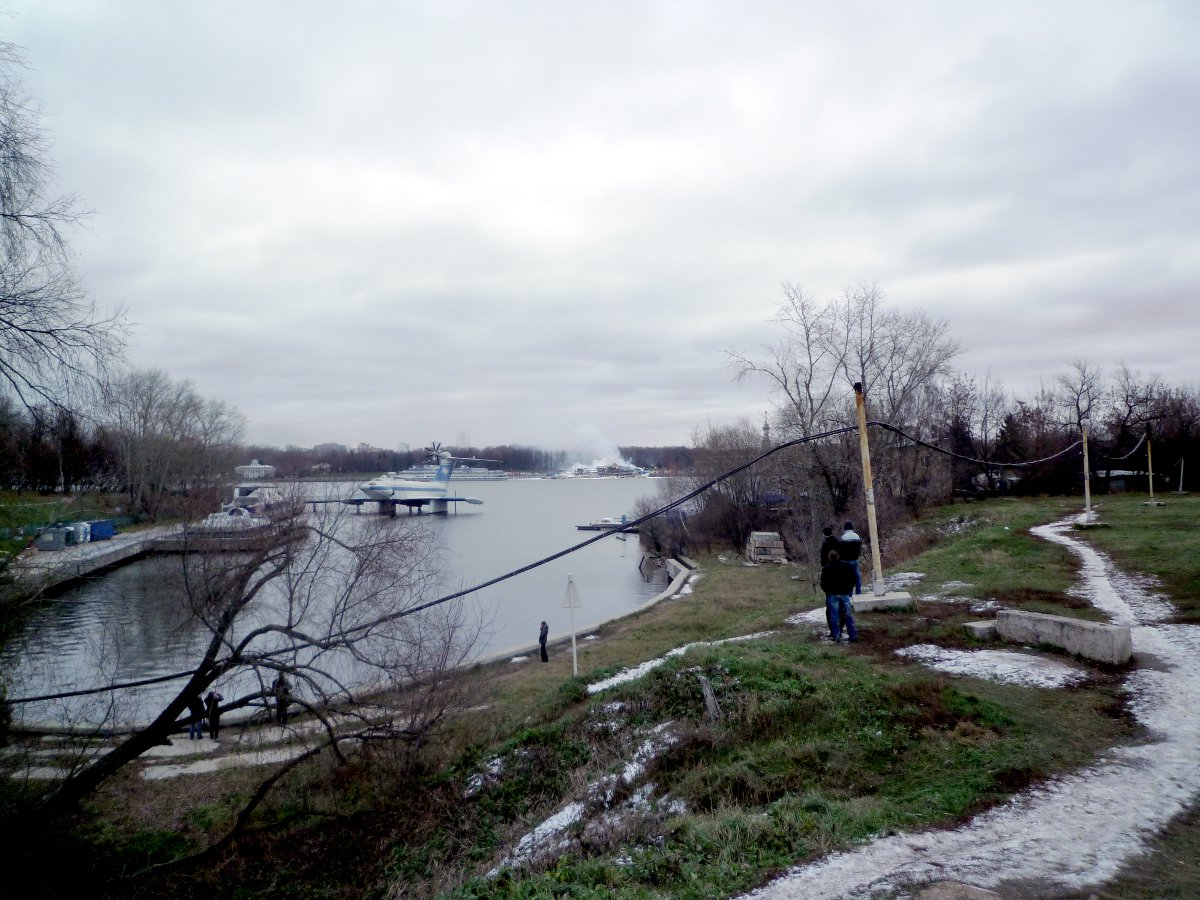
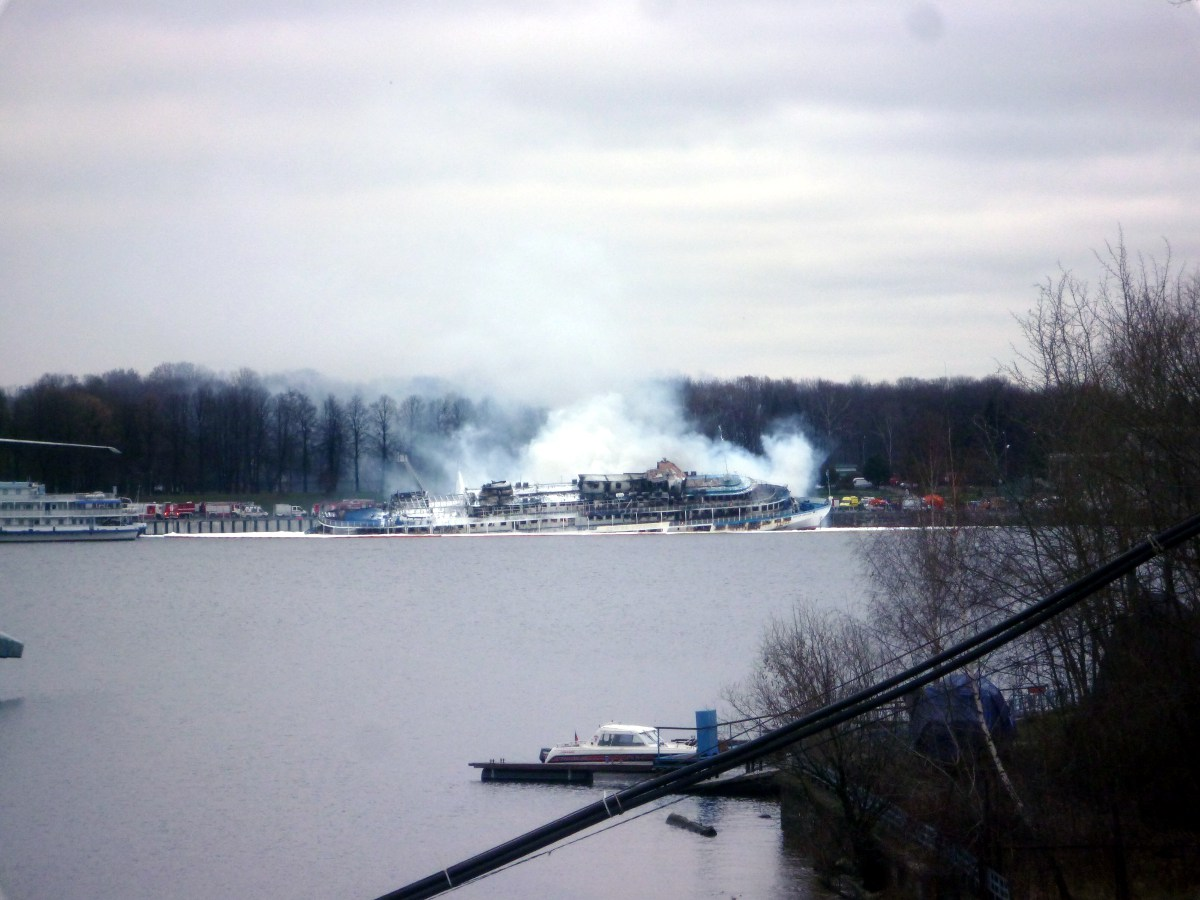
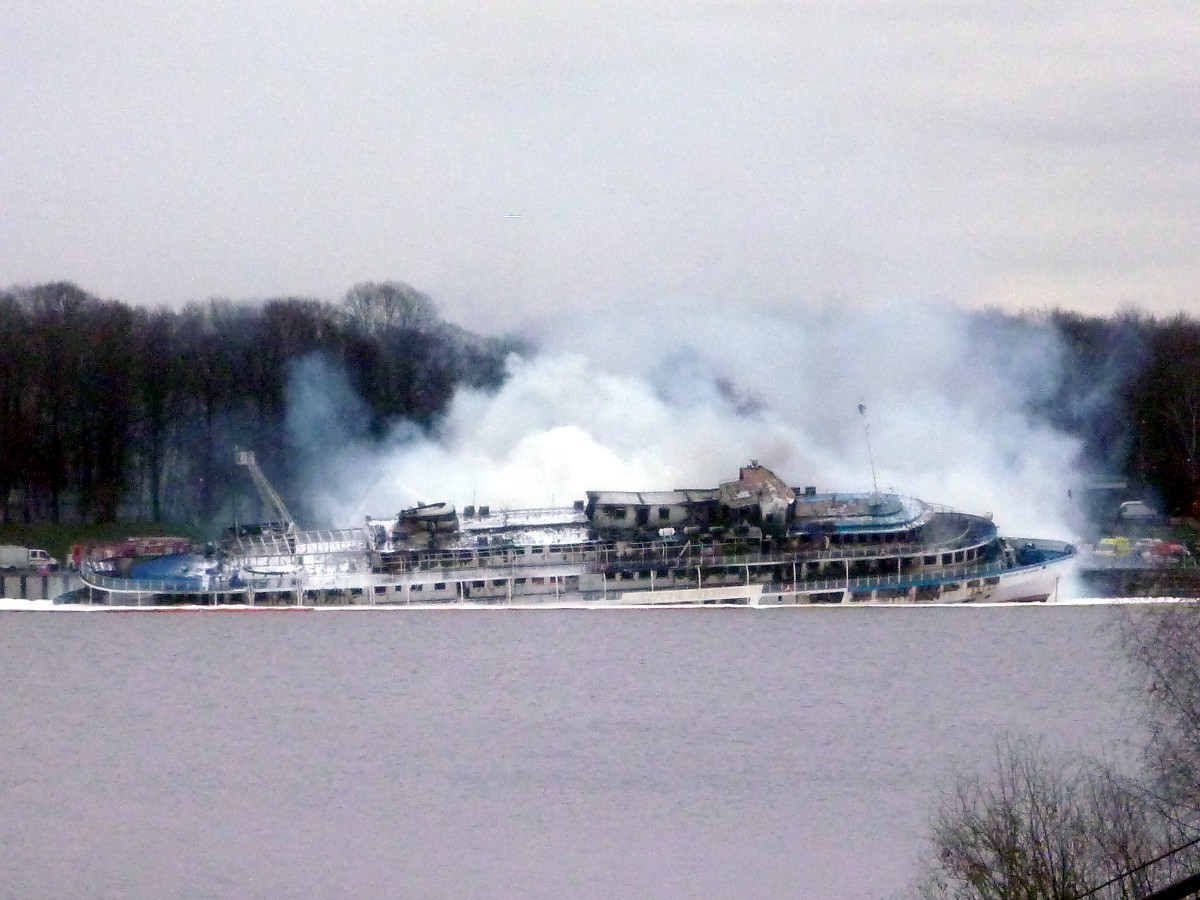
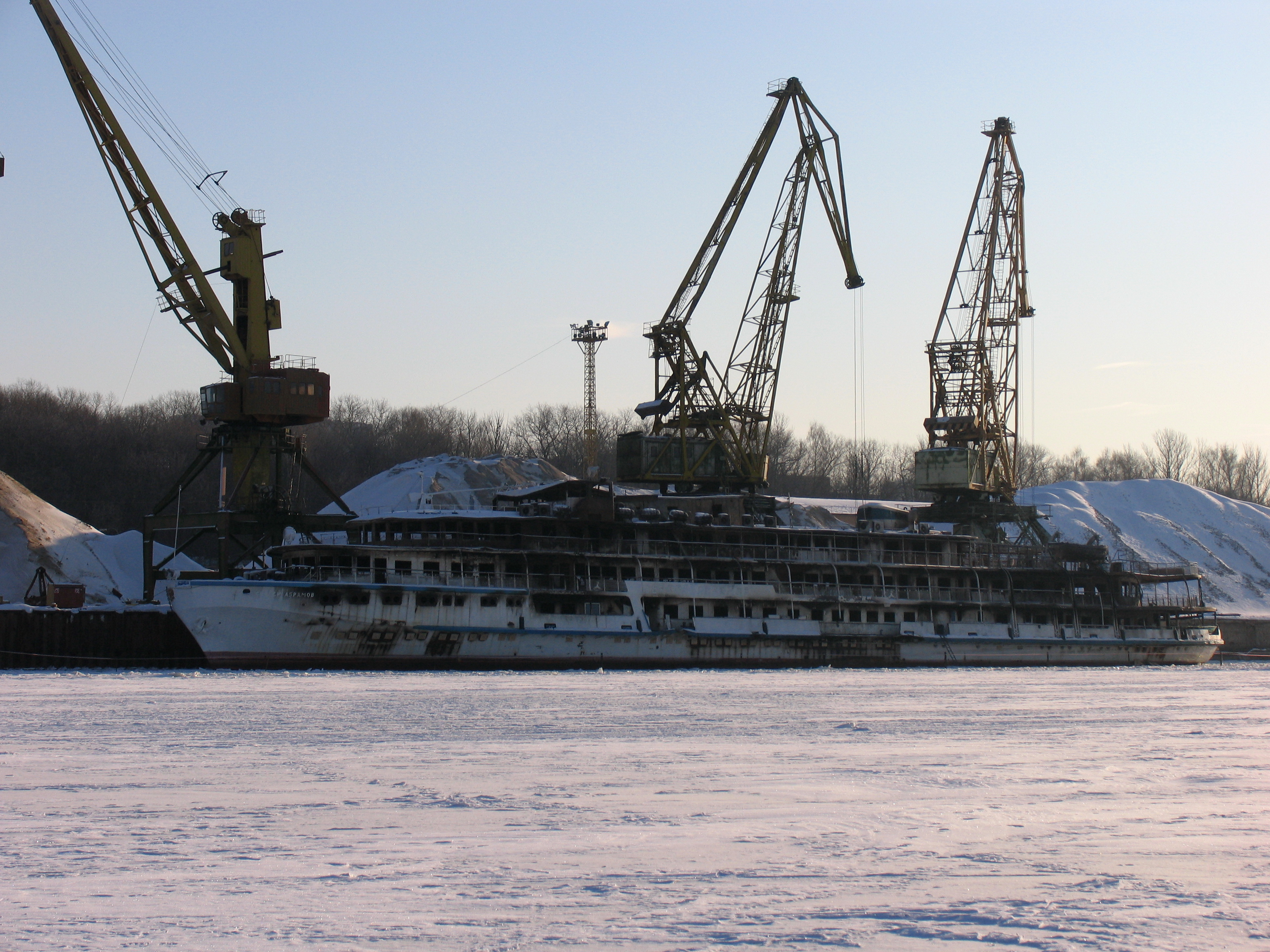